# Кірілеу
Кірілеу (рум. Chirileu) — село у повіті Муреш в Румунії. Входить до складу комуни Синпаул.
Село розташоване на відстані 263 км на північний захід від Бухареста, 15 км на південний захід від Тиргу-Муреша, 68 км на південний схід від Клуж-Напоки, 131 км на північний захід від Брашова.

## Населення
За даними перепису населення 2002 року у селі проживала 751 особа.
Національний склад населення села:
| Національність | Кількість осіб | Відсоток |
| -------------- | -------------- | -------- |
| румуни         | 478            | 63,6%    |
| цигани         | 260            | 34,6%    |
| угорці         | 12             | 1,6%     |

Рідною мовою назвали:
| Мова      | Кількість осіб | Відсоток |
| --------- | -------------- | -------- |
| румунська | 688            | 91,6%    |
| циганська | 59             | 7,9%     |